# Алгебраїчний аналіз
Алгебраїчний аналіз — це розділ математики, пов'язаний із системами лінійних диференціальних рівнянь з частинними похідними, використовуючи теорію жмутків та комплексний аналіз для вивчення властивостей та узагальнень функцій, таких як гіперфункції та мікрофункції. Семантично це застосування алгебраїчних операцій над аналітичними величинами. Як дослідницька програма, її започаткував японський математик Мікіо Сато у 1959 році.  Це можна розглядати як алгебраїчну геометризацію аналізу. За словами Шапіри, деякі частини роботи Сато можна розглядати як прояв стилю математики Гротендика в царині класичного аналізу. Це пояснюється тим, що диференціальний оператор є оборотним справа в кількох функціональних просторах.
Це допомагає спростити доведення завдяки алгебраїчному опису розглянутої проблеми.

## Мікрофункція
Нехай M — дійсний аналітичний многовид вимірності n, а X — його комплексифікація. Пучок мікролокальних функцій на M задано як 
{\displaystyle {\mathcal {H}}^{n}(\mu _{M}({\mathcal {O}}_{X})\otimes {\mathcal {or}}_{M/X})}
де
- {\displaystyle \mu _{M}} позначає функтор мікролокалізації ,
- {\displaystyle {\mathcal {or}}_{M/X}} – це жмуток відносної орієнтації .

Мікрофункцію можна використовувати для визначення гіперфункції Сато. За визначенням, жмуток гіперфункцій Сато на M є обмеженням жмутка мікрофункцій на M, паралельно тому, що жмуток дійсно-аналітичних функцій на M є обмеженням жмутка голоморфних функцій на X на M.

## Цитування
1. ↑  Kashiwara та Kawai, 2011, с. 11—17.
2. ↑  Kashiwara та Schapira, 1990, Definition 11.5.1.

## Додаткова інформація
- Масакі Касівара та алгебраїчний аналіз. [Архівовано 25 February 2012 у Wayback Machine.]
- Огляд книги "Основи алгебраїчного аналізу"